# Равнището
Равнището е обширно льосово плато в Северозападна България, Западната Дунавска равнина, области Враца и Плевен.
Областта представлява обширно льосово плато, разположено между долините на реките Скът на запад, Искър на изток и Гостиля на югоизток (ляв приток на Искър) и Дунав на север. На северозапад плавно се издига към льосовото плато Капитаница, а на север се спуска стръмно към Островската низина и река Дунав. Платото има триъгълна форма, като северната му широка част достига около 45 км, а от север на юг е около 20 км. Западните и източните склонове на платото са разчленени от суходолия, „вливащи се“ в Скът и Искър. Льосовата покривка е с дебелина от 40 до 60 м. Подпочвените води са на дълбоко. Почвите са черноземин, заети почти изцяло от обработваеми земи.
Единственото населено място, разположено в центъра на платото е село Бърдарски геран, а по периферията му има още 13 населени места, в т.ч. градовете Мизия, Бяла Слатина и Кнежа и селата Крушовица, Галиче, Гостиля, Ставерци, Брегаре, Крушовене, Горни Вадин, Остров, Галово и Селановци.
От юг на север, на протежение от 22,2 км от Кнежа до Селановци преминава участък от третокласен път № 306 от Държавната пътна мрежа Луковит – Кнежа – Оряхово, който разделя платото на източна и западна част.

## Топографска карта
- Лист от карта K-34-12. Мащаб: 1 : 100 000.
- Лист от карта K-34-24. Мащаб: 1 : 100 000.
- Лист от карта K-35-1. Мащаб: 1 : 100 000.
- Лист от карта K-35-13. Мащаб: 1 : 100 000.